# Seeberg (Naturschutzgebiet)
Koordinaten: 50° 55′ 24″ N, 10° 46′ 28″ O

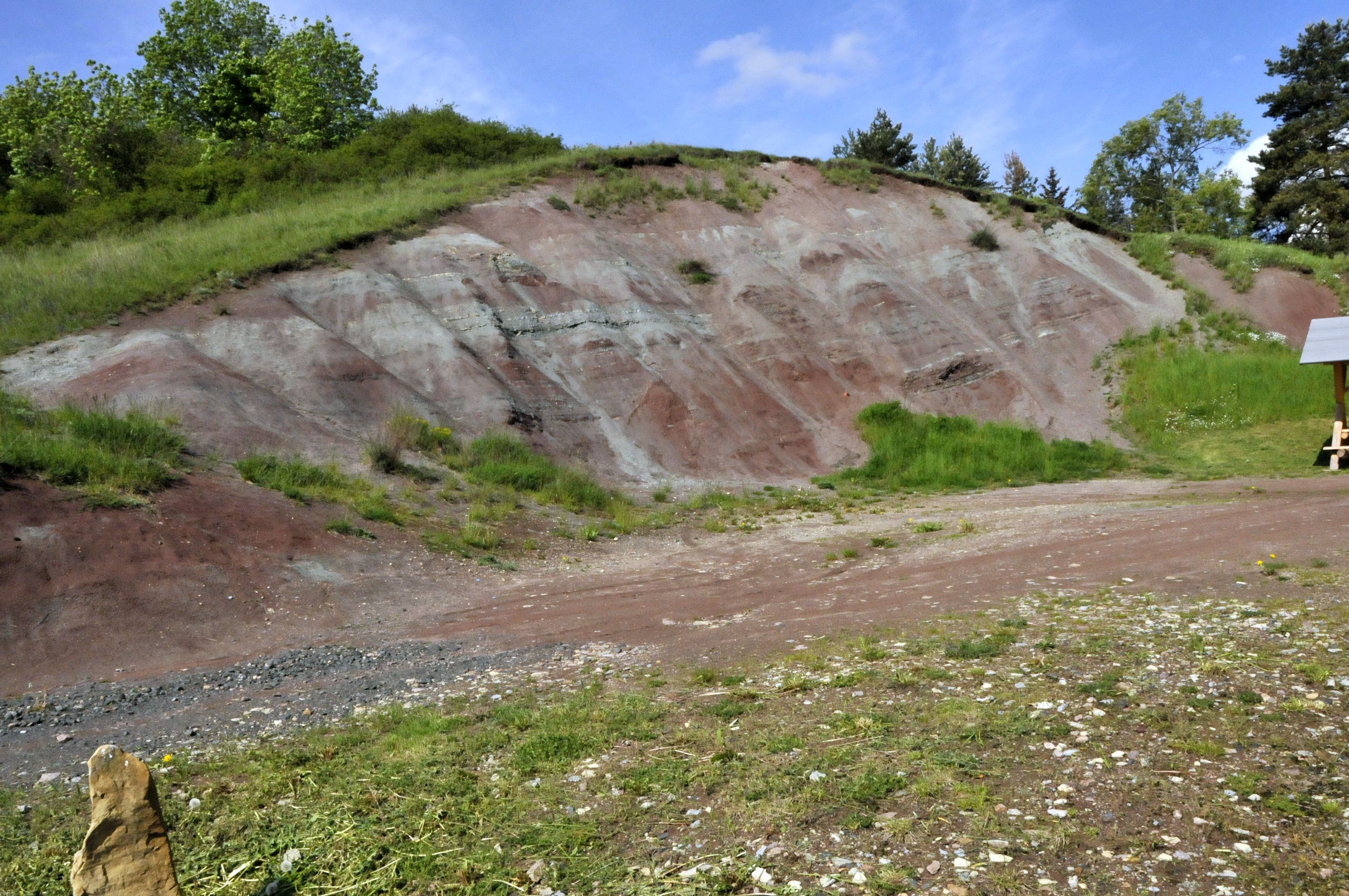
Naturschutzgebiet Seeberg (Mai 2009)

Das Naturschutzgebiet Seeberg liegt im Landkreis Gotha in Thüringen.
Es erstreckt sich südöstlich der Kernstadt Gotha und westlich von Seebergen, einem Ortsteil der Landgemeinde Drei Gleichen. Westlich des Gebietes verlaufen die Landesstraße L 1045 und die B 247. Nördlich verläuft die B 7, nördlich, östlich und südlich die L 1026.
Nördlich erstreckt sich das 28 ha große Naturschutzgebiet Siebleber Teich und südöstlich das 118,3 ha große Naturschutzgebiet Apfelstädtaue zwischen Wechmar und Wandersleben.

## Bedeutung
Das 366,1 ha große Gebiet mit der NSG-Nr. 379 wurde im Jahr 1941 unter Naturschutz gestellt.